# Renate Martinsen
Renate Martinsen (* 14. April 1954 in Stuttgart) ist eine deutsche Politikwissenschaftlerin. Sie war Professorin und Inhaberin des Lehrstuhls für Politische Theorie an der Universität Duisburg-Essen.

## Leben
Renate Martinsen studierte Politikwissenschaft, Germanistik und Philosophie an der Universität Konstanz. Im Anschluss an ihre Referendarszeit an Gymnasien in Baden-Württemberg legte sie das zweite Staatsexamen (Assessorin des Lehramts) ab. Sie promovierte 1990 an der Universität Konstanz zum Dr. phil. mit einer interdisziplinären Arbeit über Formen des Heroismus in Texten des 20. Jahrhunderts.
Von 1990 bis 1998 lehrte und forschte sie als wissenschaftliche Assistentin an der Abteilung Politikwissenschaft des Instituts für Höhere Studien (IHS) in Wien/Österreich. In diese Zeit fallen Forschungsaufenthalte am Wissenschaftszentrum Berlin für Sozialforschung (WZB) sowie an der George Washington University in Washington D.C./USA, wo sie Visiting Professor an der School of Business and Management war. Von 1999 bis 2002 fungierte Martinsen am IHS als wissenschaftliche Leiterin in einem acht Länder umfassenden interdisziplinären EU-Projekt  zu Innovationssystemen in der Biotechnologie.
Im Jahr 2003 habilitierte sie mit der politiktheoretischen Schrift Staat und Gewissen im technischen Zeitalter, welche auf die Frage nach dem Verhältnis von individueller Freiheit und politischer Ordnung fokussierte. Martinsen vertrat 2003 eine Professur für Politikwissenschaft mit dem Schwerpunkt Public Sector Reform an der Universität Konstanz und von 2004 bis 2006 eine Professur für Internationale Beziehungen an der Universität Leipzig. Zum Wintersemester 2006 wurde sie auf einen Lehrstuhl für Politikwissenschaft (W3) mit dem Schwerpunkt Politische Theorie an der Universität Duisburg-Essen berufen.

## Forschungstätigkeit
Die Forschungsschwerpunkte von Renate Martinsen sind: Zeitgenössische Politische Theorie und Konstruktivismus (insbesondere poststrukturalistische Diskurstheorie und Systemtheorie), Demokratie-, Steuerungs- und Machttheorie, Internationale Politische Theorie, Wissen- und Technikforschung sowie Bio(medizin)politik und -ethik.
Martinsen ist Mitglied der Deutschen Vereinigung für Politikwissenschaft (DVPW) und war dort von 1994 bis 2000 Sprecherin im Arbeitskreis Politik und Technik. Von 2011 bis 2020 war sie im Gründungsvorstand des von ihr initiierten DVPW-Arbeitskreises Konstruktivistische Theorien der Politik.
2013 gründete Martinsen eine Publikationsreihe Politologische Aufklärung – Konstruktivistische Perspektiven beim Verlag Springer VS (Wiesbaden).
Martinsen war u. a. Leiterin des Projekts Sozialverträgliche Technikgestaltung – eine neue Aufgabe für Staat und Gesellschaft im Auftrag des Bundesministeriums für Wissenschaft und Forschung in Wien/Österreich (1992–1993) und Leiterin des österreichischen Teams im Projekt European Biotechnology Innovation Systems (EBIS) im Rahmen des TSER-Programms (Targeted Social-Economic Research Programme) der Europäischen Union (1999–2001). Sie war außerdem als Gutachterin beim Büro für Technikfolgenabschätzung (TAB) des Deutschen Bundestages  tätig und verfasste eine Studie zu Neue kommunikative Politikformen in der Wissensgesellschaft aus demokratietheoretischer Perspektive (2003) im Rahmen des Programms Neue Formen des Dialogs zwischen Wissenschaft, Politik und Öffentlichkeit sowie einen Bericht zu Entwicklung und Perspektiven des Petitionswesens in Deutschland (2008). Von 2016 bis 2019 leitete Martinsen das vom BMBF geförderte Forschungsprojekt Multiple Risiken. Kontingenzbewältigung in der Stammzellforschung und ihren Anwendungen – eine politikwissenschaftliche Analyse, das in einem interdisziplinären und transuniversitären Projektverbund (Medizinethik an der Universität Düsseldorf, Politikwissenschaft an der Universität Duisburg-Essen, Rechtswissenschaft an der Universität Augsburg) angesiedelt war.

## Publikationen

### Monographien und Herausgeberschaften (Auswahl)
- Foucault und das Politische. Transdisziplinäre Impulse für die politische Theorie der Gegenwart. Springer VS, Wiesbaden 2019 (hrsg. gem. mit Oliver Marchart), ISBN 978-3-658-22789-0.
- Risikoforschung. Interdisziplinäre Perspektiven und neue Paradigmen (hrsg. gem. mit Andreas Niederberger), UNIKATE Heft 52, 2018.
- Die andere Seite der Politik. Theorien kultureller Konstruktion des Politischen. Springer VS, Wiesbaden 2016 (hrsg. gem. mit W. Hofmann), ISBN 978-3-658-09936-7.
- Ordnungsbildung und Entgrenzung – Demokratie im Wandel. Springer VS, Wiesbaden 2015 (Hrsg.), ISBN 978-3-658-02717-9.
- Spurensuche: Konstruktivistische Theorien der Politik. Springer VS, Wiesbaden, 2014 (Hrsg.), ISBN 978-3-658-02719-3.
- Demokratie und Diskurs. Organisierte Kommunikationsprozesse in der Wissensgesellschaft. Nomos, Baden-Baden 2006, ISBN 3-8329-1919-8.
- Staat und Gewissen im technischen Zeitalter. Prolegomena einer politologischen Aufklärung. Velbrück, Weilerswist 2004, ISBN 3-934730-80-9.
- Politik und Technik. Analysen zum Verhältnis von technologischem, politischem und staatlichem Wandel am Anfang des 21. Jahrhunderts. (= Sonderheft der Politischen Vierteljahresschrift Nr. 32). Westdeutscher Verlag, Opladen 2001 (hrsg. gem. mit G. Simonis und T. Saretzki), ISBN 3-531-13569-4.
- Politik und Biotechnologie. Die Zumutung der Zukunft. Nomos, Baden-Baden 1997 (Hrsg.), ISBN 3-7890-4665-5.
- Das Auge der Wissenschaft. Zur Emergenz von Realität. Mit Beiträgen von Hartmut Esser, Wolfgang Fach, Karin Knorr Cetina, Renate Martinsen, Anatol Rapoport, Stuart S. Umpleby, Gunther Teubner und Hannes Wimmer. Nomos, Baden-Baden 1995 (Hrsg.), ISBN 3-7890-4011-8.
- Innovative Technologiepolitik. Optionen sozialverträglicher Technikgestaltung. Centaurus, Pfaffenweiler 1994 (gem. mit J. Melchior), ISBN 3-89085-927-5.
- Der Wille zum Helden. Formen des Heroismus in Texten des 20. Jahrhunderts. Deutscher Universitätsverlag, Wiesbaden 1990, ISBN 3-8244-4061-X.

### Aufsätze (Auswahl)
- Paradoxe Zukünfte. Eine narratologisch-empirische Analyse des Diskurswandels von Moral zu Risiko in der Stammzellforschung und ihren Anwendungen in Deutschland (gem. mit H. Gerhards, F. Hoffmann, Ph. Roth), in: Janet Opper u. a. (Hrsg.), Chancen und Risiken der Stammzellforschung, Berlin (Berliner Wissenschaftsverlag), 2020, S. 121–171.
- Vom ethischen Frame zum Risikodispositiv: Der gewandelte Diskurs zur Stammzellforschung und ihren Anwendungen (mit H. Gerhards), in: UNIKATE Heft 52. 2018, S. 68–81.
- Politische Legitimationsmechanismen in der Biomedizin. Diskursverfahren mit Ethikbezug als funktionale Legitimationsressource für die Biopolitik. In: Marion Albers (Hrsg.): Bioethik, Biorecht, Biopolitik: Eine Kontextualisierung. Nomos, Baden-Baden 2016, 141–169.
- Demokratie, Protest und Wandel. Zur Dynamisierung des Demokratiebegriffs in Konflikten um große Infrastrukturprojekte am Beispiel von „Stuttgart 21“. In: Renate Martinsen (Hrsg.): Ordnungsbildung und Entgrenzung. Wandel von Demokratie. Springer VS, Wiesbaden 2015, S. 45–85.
- Auf den Spuren des Konstruktivismus. Varianten konstruktivistischen Forschens und Implikationen für die Politikwissenschaft. In: Renate Martinsen (Hrsg.): Spurensuche. Konstruktivistische Theorien der Politik. Springer VS, Wiesbaden 2014, S. 3–41.
- Negative Theoriesymbiose? Die Machtmodelle von Niklas Luhmann und Michel Foucault im Vergleich. In: André Brodocz, Stefanie Hammer (Hrsg.): Variationen der Macht. Nomos, Baden-Baden 2013, S. 57–74.
- Der Mensch als sein eigenes Experiment? Bioethik als Herausforderung für die Politische Theorie. In: Clemens Kauffmann, Hans-Jörg Sigwart (Hrsg.): Biopolitik im liberalen Staat. Nomos, Baden-Baden 2011, S. 27–52.
- Gewissen ohne Geländer? Normative Selbstregulation als politisches Phänomen. In: Zeitschrift für Politische Theorie. Jg. 1, Heft 1, 2010, S. 25–49.
- Öffentlichkeit in der „Mediendemokratie“ aus der Perspektive konkurrierender Demokratietheorien. In: Frank Marcinkowski, Barbara Pfetsch (Hrsg.): Politische Vierteljahresschrift. Sonderheft 2: Politik in der Mediendemokratie. Springer VS, Wiesbaden 2009, S. 37–69.
- New Modes of Governance: Opportunities and Limitations of Creating Legitimacy by Deliberative Politics in a Globalizing World. In: Rüdiger Schmitt-Beck, Tobias Debiel, Karl-Rudolf Korte (Hrsg.): Governance and Legitimacy in a Globalizing World. Nomos, Baden-Baden 2008, S. 9–30.
- Politikberatung aus politikwissenschaftlicher Perspektive. Von der Aufklärung über Defizite zur reflexiven Aufklärung? (mit D. Rehfeld), in: Svenja Falk, Dieter Rehfeld, Andrea Römmele, Martin Thunert (Hrsg.): Handbuch Politikberatung. Springer VS, Wiesbaden 2006, S. 45–58.